# 静岡県道379号浜名湖周遊自転車道線
静岡県道379号浜名湖周遊自転車道線（しずおかけんどう379ごう はまなこしゅうゆうじてんしゃどうせん）は、静岡県浜松市浜名区および中央区の浜名湖畔（東半分）を通る自転車道（県道）。

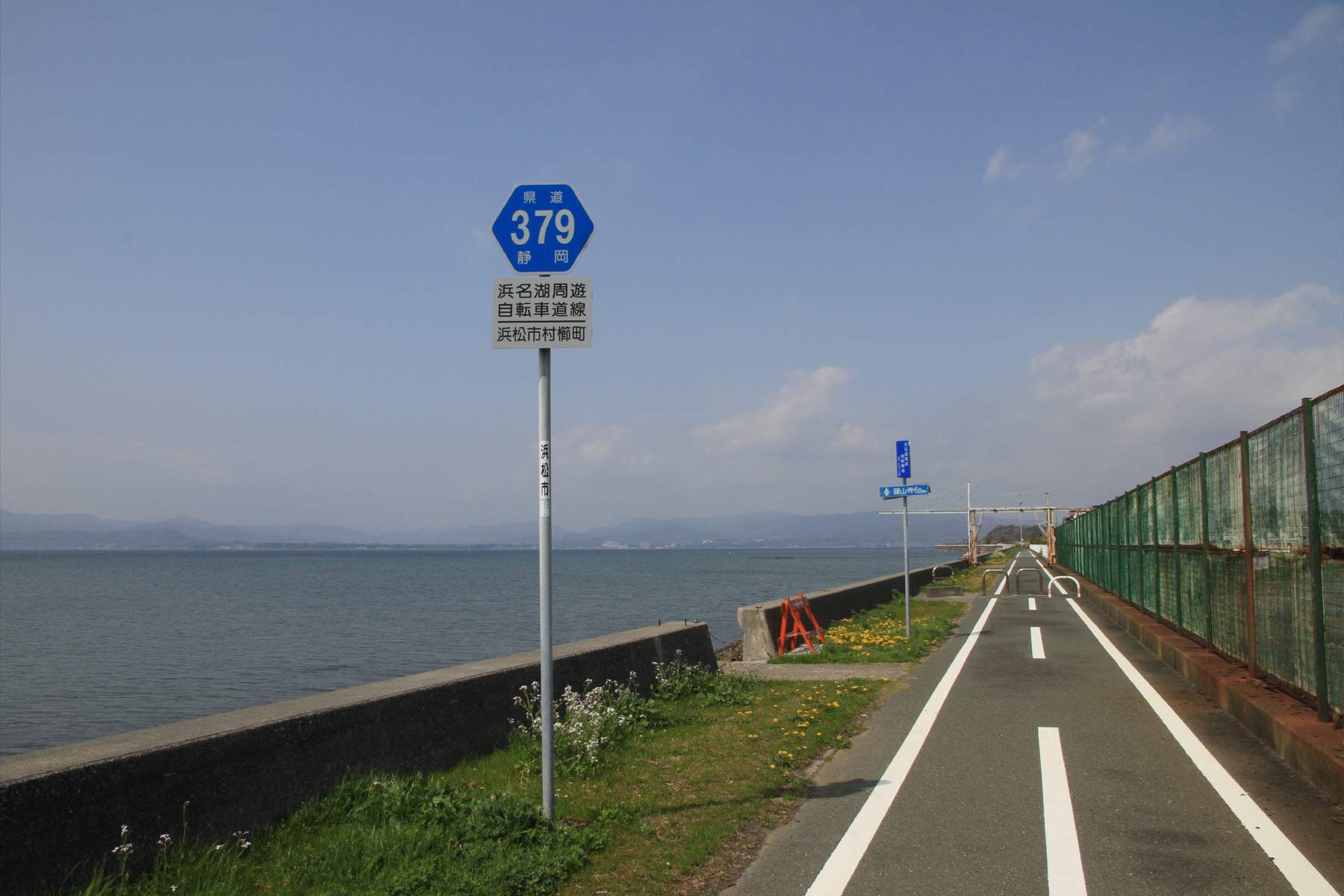
浜松市中央区村櫛町付近で浜名湖畔を走る

## 概要
- 陸上距離：48km（うち整備済み40km）[1]
- 起点：浜松市浜名区三ヶ日町三ヶ日（国道301号交点）
- 終点：浜松市中央区舞阪町弁天島（国道1号交点）

## 重複区間
- 国道362号（浜名区三ヶ日町佐久米 - 浜名区細江町気賀）
- 静岡県道323号舘山寺弁天島線（浜名湖大橋 - 終点）